# قبر ومسجد قطب الدين حيدر
قبر ومسجد قطب الدين حيدر (بالفارسية: مزار و مسجد قطب الدین حیدر) هو قبر ومسجد تاريخي يعود إلى عصر الدولة التيمورية والدولة الصفوية، ويقع في تربت حيدرية.